# La Victoria (Matías Romero)
La Victoria es una comunidad en el Municipio de Matías Romero Avendaño en el estado de Oaxaca. La Victoria está a 137 metros de altitud. 

## Geografía
Está ubicada a 17° 12' 48.24" latitud norte y 95° 7' 17.4" longitud oeste.

## Población
Según el censo de población de INEGI del 2010: la comunidad cuenta con una población total de 463 habitantes, de los cuales 218 son mujeres y 245 son hombres. Del total de la población 22 personas hablan alguna lengua indígena.

## Ocupación
El total de la población económicamente activa es de 134 habitantes, de los cuales 132 son hombres y 2 son mujeres.